# NAFC-kampioenschap 1949
Het NAFC-kampioenschap 1949 (North American Nations Cup) was de 2e editie van het NAFC-kampioenschap, georganiseerd door North American Football Union. Deze wedstrijden golden ook voor de kwalificatie voor het WK voetbal van 1950. Oorspronkelijk werden er 4 landen uitgenodigd, Canada haakte echter af. Het toernooi werd voor de tweede keer gewonnen door Mexico, die bleven redelijk gemakkelijk bovenaan in de poule, ze wonnen alle wedstrijden en scoorden 17 doelpunten in de vier wedstrijden. De Verenigde Staten werd tweede en kwalificeerde zich daardoor voor het WK. Het zou voorlopig het laatste toernooi zijn, in 1961 ging het toernooi op in het CONCACAF-kampioenschap. Toch zou er in 1990 en 1991 weer een toernooi georganiseerd worden. Voor slechts 2 jaar omdat vanaf dat moment CONCACAF Gold Cup zou starten en de leden van NAFC daarvoor automatische geplaatst zijn.

## Eindstand
| Land             | Wed | W | G | V | DV | DT | +/– | Ptn |                                           |
| ---------------- | --- | - | - | - | -- | -- | --- | --- | ----------------------------------------- |
| Mexico           | 4   | 4 | 0 | 0 | 17 | 2  | 15  | 8   | Kampioen, gekwalificeerd voor het WK 1950 |
| Verenigde Staten | 4   | 1 | 1 | 2 | 8  | 15 | –7  | 3   | Gekwalificeerd voor het WK 1950           |
| Cuba             | 4   | 0 | 1 | 3 | 3  | 11 | –8  | 1   |                                           |

## Wedstrijden
|                                     |                  |                                                            |        |                                                                                            |
| 4 september 1949 «onderlinge duels» | Verenigde Staten | 0 – 6                                                      | Mexico | Estadío de los Deportes, Mexico-Stad Toeschouwers: 60.000 Scheidsrechter: José Tapia (CUB) |
| 4 september 1949 «onderlinge duels» |                  | 20' Flores 30' Luna 37', 55', 58' De la Fuente 85' Septién |        | Estadío de los Deportes, Mexico-Stad Toeschouwers: 60.000 Scheidsrechter: José Tapia (CUB) |

|                                      |                      |       |      |                                                                             |
| 11 september 1949 «onderlinge duels» | Mexico               | 2 – 0 | Cuba | Estadío de los Deportes, Mexico-Stad Scheidsrechter: Prudencio García (USA) |
| 11 september 1949 «onderlinge duels» | Luna 26' Casarín 57' |       |      | Estadío de los Deportes, Mexico-Stad Scheidsrechter: Prudencio García (USA) |

|                                                        |           |       |                  |                                                                                              |
| 14 september 1949 «onderlinge duels» 20:30 uur (UTC−6) | Cuba      | 1 – 1 | Verenigde Staten | Estadío de los Deportes, Mexico-Stad Toeschouwers: 8.000 Scheidsrechter: Gabriel Nieto (MEX) |
| 14 september 1949 «onderlinge duels» 20:30 uur (UTC−6) | Gómez 28' |       | 23' Wallace      | Estadío de los Deportes, Mexico-Stad Toeschouwers: 8.000 Scheidsrechter: Gabriel Nieto (MEX) |

|                                      |                                                            |       |                       |                                                                                            |
| 18 september 1949 «onderlinge duels» | Mexico                                                     | 6 – 2 | Verenigde Staten      | Estadío de los Deportes, Mexico-Stad Toeschouwers: 54.500 Scheidsrechter: José Tapia (CUB) |
| 18 september 1949 «onderlinge duels» | Ortíz 14' Casarín 23', 41', 76' De la Fuente 47' Ochoa 89' |       | 52' Souza 90' Wattman | Estadío de los Deportes, Mexico-Stad Toeschouwers: 54.500 Scheidsrechter: José Tapia (CUB) |

|                                      |                                                  |       |                       |                                                                                            |
| 21 september 1949 «onderlinge duels» | Verenigde Staten                                 | 5 – 2 | Cuba                  | Estadío de los Deportes, Mexico-Stad Toeschouwers: 60.000 Scheidsrechter: José Tapia (CUB) |
| 21 september 1949 «onderlinge duels» | Bahr 16' Souza 23' Matevich 30', 35' Wallace 48' |       | 42' Barquín 50' Veiga | Estadío de los Deportes, Mexico-Stad Toeschouwers: 60.000 Scheidsrechter: José Tapia (CUB) |

|                                      |                                    |       |      |                                                                                                  |
| 25 september 1949 «onderlinge duels» | Mexico                             | 3 – 0 | Cuba | Estadío de los Deportes, Mexico-Stad Toeschouwers: 35.000 Scheidsrechter: Prudencio García (USA) |
| 25 september 1949 «onderlinge duels» | Naranjo 44' Flores 58' Naranjo 88' |       |      | Estadío de los Deportes, Mexico-Stad Toeschouwers: 35.000 Scheidsrechter: Prudencio García (USA) |

| Winnaar NAFC-kampioenschap 1949 |
| ------------------------------- |
|                                 |
| MEXICO 2e titel                 |